# Франсе (гора)
Франсе (англ. Mount Français) — гора на острові Антверпен, висотою 2760 м (за іншими даними 2761 м), в Архіпелазі Палмера у Західній Антарктиді.

## Загальні відомості
Гора розташована в південно-східній частині острова Антверпен і є найвищою його вершиною, з абсолютною і відносною висотою — 2760 м (за абсолютною висотою займає 31-ше місце в Антарктиці та 5-те — за відносною). Також вершина займає 31-ше місце у світі — серед острівних гір. Розташована більш ніж за 578 км на північ від найближчої вищої вершини — гори Гоуп (2860 м), та за 9 км на північ від узбережжя затоки Борген. Також за 33 км на південний захід від гори, на південно-західному узбережжі острова, розташована постійно діюча американська антарктична станція — «Палмер».

## Відкриття та дослідження
Гора була вперше відкрита у 1898 році членами Бельгійської антарктичної експедиції під керівництвом Адрієна де Жерлаша, яка обстежувала південно-східне узбережжя острова Антверпен. Пізніше була помічена членами Французької антарктичної експедиції 1903-1905 років, під керівництвом французького полярного дослідника Жана-Батиста Шарко і названа на честь трищоглового експедиційного корабля «Француз» (фр. Français).
Гора Франсе вперше була підкорена  7 грудня 1955 року членами експедиції по вивченню «Залежних територій Фолклендських островів» Джимі Ренні, Артуром Шеври та Біллом Гіндсоном, які провели в 1955 році зиму на базі, побудованій на північ від гавані Артура (64°46′ пд. ш. 64°04′ зх. д. / 64.767° пд. ш. 64.067° зх. д.), на острові Антверпен.